# Neopedies megacercis
Neopedies megacercis är en insektsart som beskrevs av Ronderos 1991. Neopedies megacercis ingår i släktet Neopedies och familjen gräshoppor. Inga underarter finns listade i Catalogue of Life.